# Mama D'Leau
Manman Dlo (dérivé du français « Maman de l'eau » ou « Mère de la rivière »), également connue sous le nom de Mama Dlo et Mama Glo est la protectrice et la guérisseuse de tous les animaux de la rivière, selon le folklore des îles telles que Trinité-et-Tobago et la Dominique,,,. Elle est généralement représentée comme une belle femme aux cheveux longs, assise, le haut du corps et les bras humains, alors que le reste de son corps est un serpent. Sa langue devient fourchue et elle tient dans sa main un peigne doré qu'elle passe dans ses cheveux serpentin,.

## Dans la culture

### Littérature
Elle apparaît dans la trilogie Deadman's Cross, de Sherrilyn Kenyon